# Kalmala, Raichur
Kalmala là một làng thuộc tehsil Raichur, huyện Raichur, bang Karnataka, Ấn Độ.